# Usucapio
L'usucapio (usucapione in italiano) nel diritto romano è un modo di acquisto della proprietà di diritto civile e, secondo la moderna dogmatica, a titolo originario.
Proprio del ius Quiritium, questo istituto fu previsto a partire almeno dalle XII tavole, dove si stabiliva che chi avesse mantenuto l'usus su un bene per un anno se mobile o per due se immobile ne avrebbe acquisito il dominium; è interessante notare come questo periodo coincida con quello dopo il quale cessa l'auctoritas dell'alienante, cioè la garanzia che egli doveva prestare all'acquirente contro l'evizione. In origine, tale modo di acquisto della proprietà doveva essere stato introdotto per evitare che vi potesse essere per molto tempo un'incertezza sulla appartenenza delle res  e per sanzionare la riprovevole inerzia del titolare. Tuttavia, già nell'ultimo periodo repubblicano l'interpretatio giurisprudenziale si espresse richiedendo ulteriori requisiti (bona fides e iusta causa), il che rese l'usucapio un meccanismo sanante dei vizi sorti nel trasferimento delle res, piuttosto che un mezzo per salvaguardare la titolarità dei rapporti giuridici.
L'usucapione pro herede prevedeva che la persona che avesse preso possesso anche di un solo bene ereditario, purché appartenente a un'eredità giacente, trascorso un anno avrebbe acquisito il diritto all'eredità nel suo complesso, anche se in difetto del titolo o in mala fede. Ciò rispondeva all'esigenza che un'eredità non rimanesse a lungo deserta. La giurisprudenza laica limitò gli effetti di questo tipo di usucapione.

## Beni non usucapibili
Invero, fin dai tempi più risalenti, vennero poste delle limitazioni alla possibilità di usucapire un bene. In particolare ne erano escluse: 
- le res furtivae: in virtù di un divieto risalente alle XII tavole, il terzo, seppure di buona fede, e tantomeno il ladro non possono usucapire i beni di provenienza furtiva;[5] in base alla lex Atinia (II sec a.C.), l'alienante della res furtiva è tenuto all'auctoritas sul bene finché esso non ritorna al legittimo proprietario.[6]
- le res vi possessae: le leggi Plautia e Iulia de vi (I sec. a.C.) stabilirono l'altrettanta impossibilità di usucapire i beni sottratti mediante atti di violenza.
- le res extra commercium.
- le res incorporales, fatta eccezione per l'hereditas.[7]
- le res mancipi alienate da una donna sotto la tutela degli agnati e senza l'assistenza del tutore.[8]
- gli uomini liberi.[9]

## Requisiti per l'usucapione classico
Come si è già accennato, perché si ottenga l'usucapione durante il periodo classico occorrono:
- Res habilis: il bene non deve rientrare tra gli anzidetti non usucapibili.
- Titulus (o iusta causa): si tratta di un titolo, spesso coincidente con la iusta causa traditionis, idoneo a giustificare il possesso del bene.
- Fides: la buona fede, in quanto il possessore deve ignorare di non essere legittimato ad vere presso di sé il bene (mala fides superveniens non nocet).
- Possessio, che dev'essere proprio nomine.
- Tempus: un anno per i mobili e due per gli immobili.